# Армаш Ігор Андрійович
Ігор Андрійович Армаш (рум. Igor Armaş, нар. 14 липня 1987, Каушани) — молдовський футболіст, захисник російського клубу «Анжі» та національної збірної Молдови.

## Клубна кар'єра
У дорослому футболі дебютував 2004 року виступами за команду «Зімбру-2», в якій провів три сезони, взявши участь у 30 матчах чемпіонату.
Своєю грою за команду дублерів привернув увагу представників тренерського штабу головної команди клубу «Зімбру», до складу якого приєднався 2007 року. Відіграв за кишинівський клуб наступні два сезони своєї ігрової кар'єри.
2009 року уклав контракт з клубом «Гаммарбю», у складі якого провів наступні один рік своєї кар'єри гравця. Більшість часу, проведеного у складі «Гаммарбю», був основним гравцем захисту команди.
До складу клубу «Кубань» приєднався 2010 року. Встиг відіграти за краснодарську команду 155 матчів у національному чемпіонаті.

## Виступи за збірну
2008 року дебютував в офіційних матчах у складі національної збірної Молдови. Наразі провів у формі головної команди країни 19 матчів, забивши 1 гол.